# Sekundærrute 287
De Sekundærrute 287 is een secundaire weg in Denemarken. De weg loopt van de Farø-bruggen via Damsholte, Stege, Borre en Magleby naar de krijtrotsen Møns Klint. De Sekundærrute 287 loopt over de eilanden Farø, Bogø en Møn en is ongeveer 42 kilometer lang.